# Wolin
Wollin er en by på øen Wollin. Den er forbunden med fastlandet ved flere broer over Dievenow og ligger ved jernbanelinjen Wietstock-Wollin. Byen havde i 1925 4.720 indbyggere, amtsret, 4 skibsværfter, skibsfart, fiskerøgeri og -handel samt hestemarkeder. Wollin, som ligger på samme sted som det sagnomspundne, gamle Julin (Jomsborg), skal allerede i det 9. århundrede have været en rig handelsstad og var siden 1125 sæde for et bispedømme, som 1170 blev overflyttet til Kammin. Under de danske konger Valdemar 1.s og Knud 6.s gentagne tog i årene efter 1170 blev Wollin ødelagt, men blev snart efter genopbygget og fik byrettigheder i 1264. Under Trediveårskrigen blev Wollin indtaget af svenskerne i 1630, hvorefter den blev befæstet. I 1659 blev den besat af brandenburgerne, så i 1660 tilbageerobret af svenskerne og i 1675 atter indtaget af brandenburgerne, der måtte afstå den ved freden i 1679. Ved Freden i Stockholm blev den i 1720 afstået til Preussen, men den var på ny i svenskernes hænder i 1757, 1759 og 1807, dog hver gang for en kortere tid.
I de sidste krigsuger af 1945 blev byen næsten fuldstændigt ødelagt. Efter at den røde hær var rykket ind, blev Wollin sammen med hele Bagpommern tildelt Polen ifølge Potsdamaftalerne. Det satte gang i en tilvandring af polakker fra områderne øst for Curzonlinjen, hvor de var blevet stillet over for det valg enten at opgive deres nationalitet eller at udvandre. Næsten alle tysksindede indbyggere i Wollin blev i periode 1945-47 fordrevet af de polske myndigheder med henvisning til Bierutdekreterne, og de blev i mange tilfælde tvunget til at efterlade deres ejendele.